# Belvidere (Illinois)
Belvidere város az USA Illinois államában. Lakosainak száma 25 339 fő (2020. április 1.).

## Népesség
A település népességének változása:

| 2010 | 25 585 |
| 2020 | 25 339 |